# Drukqs
Drukqs (stilizirano drukQs) je peti studijski album elektroničkog glazbenika Richarda D. Jamesa pod pseudonimom Aphex Twin. Diskografska kuća Warp Records objavila ga je 22. listopada 2001. godine. Dvostruki je album te se popeo na 22. mjesto Britanske ljestvice albuma nakon što je u prvom tjednu objave bio prodan u 11.476 primjeraka. Bio je to posljednji Jamesov album pod imenom Aphex Twin do Syra iz 2014. godine.

## Pozadina
Drukqs sadrži skladbe koje su bile u pripremi još od 1997. Dvostruki je album koji ugrubo sadrži dvije vrste pjesama: skladbe svirane na disklavieru (nastale pod utjecajem Erika Satieja i Johna Cagea) i abrazivne, brze i detaljno programirane pjesme. Mnogi su nazivi pjesama napisani na kornijskom kao primjerice "Jynweythek" ("Stroj") ili su pisani kodom. James je o složenom programiranju bubnjeva na albumu rekao da je "vrlo slično gitarističkim solažama, samo što se tijekom programiranja treba služiti svojim mozgom. Najvažnija je stvar da me se dojmi u osjećajnom smislu, a ne da samo pomislim 'O, to je jako pametno.'"
James je izjavio da je objavio album uglavnom kako bi zaobišao njegovu potencijalnu prijevremenu neautoriziranu objavu na internetu nakon što je na avionu slučajno zaboravio MP3 player koji je sadržavao oko 180 neobjavljenih pjesama: "Mislio sam: 'Pojavit će se na internetu prije ili kasnije, mogao bih prije toga načiniti album od toga.'"
James je komentirao kako naziv nema veze s drogama i da je "samo riječ koju je izmislio"; dodao je: "Nisam nikad želio podržavati bilo kakve droge jer ne mislim da one to zaslužuju."

## U popularnoj kulturi
Skladbu "Avril 14th" često se koristilo u raznim kontekstima. Godine 2006. pojavila se s pjesmom "Jynweythek" u filmskoj glazbi za film Marija Antoaneta Sofije Coppole. Godinu dana kasnije bila je semplirana u digital shortu "Iran So Far" u epizodi Saturday Night Livea koja je bila prikazana 29. rujna. Budući da NBC nije dobio prava za korištenje pjesme, došlo je do komplikacija. Prava je na koncu omogućio Chrysalis Music, tvrtka koja objavljuje glazbu Aphex Twina, za korištenje na TV-u i DVD-u, ali The Lonely Island nije dobio dopuštenje za korištenje skladbe na svom albumu Incredibad. Godine 2010. "Avril 14th" bio je korišten kao glazba na zaslugama na filmu Četiri lava Chrisa Morrisa te ju je Kanye West semplirao za pjesmu "Blame Game" na albumu My Beautiful Dark Twisted Fantasy. Pjesma se 2013. godine pojavila u traileru za film Ona Spikea Jonzea.
Godine 2004. "Nanou2" se pojavljuje u psihološkom trileru Dead Man's Shoes Shanea Meadowsa. Poster za drukQs može se vidjeti u humorističnom horor filmu Shaun of the Dead Edgara Wrighta.

## Popis pjesama
| Disk 1 | Disk 1                                    | Disk 1   | Disk 1 | Disk 1 | Disk 1 | Disk 1 | Disk 1 | Disk 1 | Disk 1 |
| Br.    | Skladba                                   | Trajanje |        |        |        |        |        |        |        |
| ------ | ----------------------------------------- | -------- | ------ | ------ | ------ | ------ | ------ | ------ | ------ |
| 1.     | »Jynweythek« (na ploči "Jynweythek Ylow") | 2:14     |        |        |        |        |        |        |        |
| 2.     | »Vordhosbn«                               | 4:51     |        |        |        |        |        |        |        |
| 3.     | »Kladfvgbung Mischk«                      | 2:06     |        |        |        |        |        |        |        |
| 4.     | »Omgyjya-Switch7«                         | 4:52     |        |        |        |        |        |        |        |
| 5.     | »Strotha Tynhe«                           | 2:12     |        |        |        |        |        |        |        |
| 6.     | »Gwely Mernans«                           | 5:08     |        |        |        |        |        |        |        |
| 7.     | »Bbydhyonchord«                           | 2:33     |        |        |        |        |        |        |        |
| 8.     | »Cock/Ver10«                              | 5:18     |        |        |        |        |        |        |        |
| 9.     | »Avril 14th«                              | 2:05     |        |        |        |        |        |        |        |
| 10.    | »Mt Saint Michel + Saint Michaels Mount«  | 8:10     |        |        |        |        |        |        |        |
| 11.    | »Gwarek2«                                 | 6:46     |        |        |        |        |        |        |        |
| 12.    | »Orban Eq Trx 4«                          | 1:35     |        |        |        |        |        |        |        |
| 13.    | »Aussois«                                 | 0:13     |        |        |        |        |        |        |        |
| 14.    | »Hy A Scullyas Lyf Adhagrow«              | 2:14     |        |        |        |        |        |        |        |
| 15.    | »Kesson Dalek« (na ploči "Kesson Daslef") | 1:21     |        |        |        |        |        |        |        |
| 51:52  |                                           |          |        |        |        |        |        |        |        |

| Disk 2 | Disk 2                                        | Disk 2   | Disk 2 | Disk 2 | Disk 2 | Disk 2 | Disk 2 | Disk 2 | Disk 2 |
| Br.    | Skladba                                       | Trajanje |        |        |        |        |        |        |        |
| ------ | --------------------------------------------- | -------- | ------ | ------ | ------ | ------ | ------ | ------ | ------ |
| 1.     | »54 Cymru Beats«                              | 6:06     |        |        |        |        |        |        |        |
| 2.     | »Btoum-Roumada«                               | 1:58     |        |        |        |        |        |        |        |
| 3.     | »Lornaderek«                                  | 0:31     |        |        |        |        |        |        |        |
| 4.     | »QKThr« (na ploči "Penty Harmonium")          | 1:27     |        |        |        |        |        |        |        |
| 5.     | »Meltphace 6«                                 | 6:24     |        |        |        |        |        |        |        |
| 6.     | »Bit 4«                                       | 0:25     |        |        |        |        |        |        |        |
| 7.     | »Prep Gwarek 36« (na ploči "Prep Gwarlek 3b") | 1:19     |        |        |        |        |        |        |        |
| 8.     | »Father«                                      | 0:57     |        |        |        |        |        |        |        |
| 9.     | »Taking Control«                              | 7:14     |        |        |        |        |        |        |        |
| 10.    | »Petiatil Cx Htdui«                           | 2:11     |        |        |        |        |        |        |        |
| 11.    | »Ruglen Holon«                                | 1:49     |        |        |        |        |        |        |        |
| 12.    | »Afx237 v.7«                                  | 4:23     |        |        |        |        |        |        |        |
| 13.    | »Ziggomatic 17«                               | 8:35     |        |        |        |        |        |        |        |
| 14.    | »Beskhu3epnm«                                 | 2:10     |        |        |        |        |        |        |        |
| 15.    | »Nanou2«                                      | 3:25     |        |        |        |        |        |        |        |
| 48:57  |                                               |          |        |        |        |        |        |        |        |

| 16. | »dRuQks Prepared uN 1« | 3:01 |

## Recenzije
Na stranici Metacritic, koja skuplja recenzije kritičara glavne struje i pretvara ih u prosječnu ocjenu od 0 do 100, album je dobio prosječnu ocjenu 66/100 kao sveukupni rezultat 21 recenzije. Alex Needham iz NME-a nazvao ga je "predivnim" i da "slatkiši strše iz njega". Za časopis Spin Simon Reynolds kritizirao je album nazvavši ga  "neimpresivnim" i "zatočenim u svojem potencijalu za infinitenzimalno štipanje", dodajući da "zvuči samo kao blagi produžetak Aphexovog zvuka iz vremena Richard D. James LP-ja iz 1996. i Come to Daddyja iz 1997. godine." Pat Blashill iz Rolling Stone nazvao ga je njegovim "najnebitnijim albumom do danas" i dodao da "se priča da je James jednostavno nakrcao ovaj album prethodno odbačenim skladbama koje su godinama zauzimale prostor na njegovom tvrdom disku, a onda objavio album kako bi ispunio uvjete ugovora koji je potpisao sa svojom diskografskom kućom Warp." Pitchfork je opisao "drill'n'bass" skladbe na nosaču zvuka kao "povratak prošlosti umjesto prospektima budućnosti; iako su kompozicijski snažne, nedostaje element mistike Aphex Twina." Kasnije je recenzentica Sasha Frere-Jones Rolling Stonea izjavila da je "Drukqs često spektakularan" i da ga "začudno mnogo ljudi odbacuje".

## Zasluge
Aphex Twin
- Richard D. James – glazba, fotografija